# دولچه تلز
دولچه تلز (به اسپانیایی: Dulce Téllez) (زاده ۱۲ سپتامبر ۱۹۸۳ در) بازیکن سابق تیم ملی والیبال زنان کوبا است. او در سال ۲۰۰۴ میلادی یکی از اعضای تیم ملی کوبا بود و تنوانست مدال برنز مسابقات المپیک را به دست آورد.